# IndyCar Series 2022
De IndyCar Series 2022 was het 27e kampioenschap van de IndyCar Series. De 106e Indianapolis 500 werd gehouden op 29 mei 2022 en werd gewonnen door Marcus Ericsson, die deze race voor de eerste keer won. Álex Palou was de regerend kampioen bij de coureurs.
Na de seizoensfinale op de WeatherTech Raceway Laguna Seca werd Team Penske-coureur Will Power voor de tweede keer in zijn carrière gekroond tot IndyCar Series-kampioen. Zijn teamgenoot Josef Newgarden werd voor het derde achtereenvolgende jaar tweede, terwijl Chip Ganassi Racing-coureur Scott Dixon als derde eindigde.

## Schema
Op 19 september 2021 werd de kalender voor 2022 bekendgemaakt.
| Rnd | Datum        | Race naam                                        | Circuit                                     | Locatie                 |
| --- | ------------ | ------------------------------------------------ | ------------------------------------------- | ----------------------- |
| 1   | 27 februari  | Firestone Grand Prix of St. Petersburg           | Stratencircuit St. Petersburg               | St. Petersburg, Florida |
| 2   | 20 maart     | XPEL 375                                         | Texas Motor Speedway                        | Fort Worth, Texas       |
| 3   | 10 april     | Acura Grand Prix of Long Beach                   | Stratencircuit Long Beach                   | Long Beach, Californië  |
| 4   | 1 mei        | Honda Indy Grand Prix of Alabama                 | Barber Motorsports Park                     | Birmingham, Alabama     |
| 5   | 14 mei       | GMR Grand Prix                                   | Indianapolis Motor Speedway (binnencircuit) | Speedway, Indiana       |
| 6   | 29 mei       | 106th Running of the Indianapolis 500            | Indianapolis Motor Speedway                 | Speedway, Indiana       |
| 7   | 4 juni       | Chevrolet Detroit Grand Prix                     | Belle Isle Park                             | Detroit, Michigan       |
| 8   | 12 juni      | Sonsio Grand Prix at Road America                | Road America                                | Elkhart Lake, Wisconsin |
| 9   | 3 juli       | Honda Indy 200 at Mid-Ohio                       | Mid-Ohio Sports Car Course                  | Lexington, Ohio         |
| 10  | 17 juli      | Honda Indy Toronto                               | Stratencircuit Toronto                      | Toronto, Ontario        |
| 11  | 23 juli      | Hy-VeeDeals.com 250 presented by DoorDash        | Iowa Speedway                               | Newton, Iowa            |
| 12  | 24 juli      | Hy-Vee Salute to Farmers 300 presented by Google | Iowa Speedway                               | Newton, Iowa            |
| 13  | 30 juli      | Gallagher Grand Prix                             | Indianapolis Motor Speedway (binnencircuit) | Speedway, Indiana       |
| 14  | 7 augustus   | Big Machine Music City Grand Prix                | Nashville Street Circuit                    | Nashville, Tennessee    |
| 15  | 20 augustus  | Bommarito Automotive Group 500                   | World Wide Technology Raceway               | Madison, Illinois       |
| 16  | 4 september  | Grand Prix of Portland                           | Portland International Raceway              | Portland, Oregon        |
| 17  | 11 september | Firestone Grand Prix of Monterey                 | WeatherTech Raceway Laguna Seca             | Monterey, Californië    |

Wijzigingen op de kalender ten opzichte van 2021
- De races op de Iowa Speedway keren na een jaar afwezigheid terug op de kalender.
- De race op het Stratencircuit Toronto keert na twee jaar afwezigheid terug op de kalender.
- De raceweekenden op de Texas Motor Speedway en het Belle Isle Park werden teruggeschroefd van twee races naar een race.
- De race op het Stratencircuit Saint Petersburg is voor het eerst sinds 2019 de seizoensopener en wordt gehouden in februari, waarmee het de vroegste start van een seizoen is sinds 2000.
- De race op de Texas Motor Speedway is verplaatst van mei naar maart.
- De race op het Stratencircuit Long Beach keert terug van september naar april.

## Teams en rijders
| Team                                                            | Motor     | Nr | Rijders                 | Races           |
| --------------------------------------------------------------- | --------- | -- | ----------------------- | --------------- |
| Chip Ganassi Racing                                             | Honda     | 1  | Tony Kanaan             | 6               |
| Chip Ganassi Racing                                             | Honda     | 8  | Marcus Ericsson         | Alle            |
| Chip Ganassi Racing                                             | Honda     | 9  | Scott Dixon             | Alle            |
| Chip Ganassi Racing                                             | Honda     | 10 | Álex Palou              | Alle            |
| Chip Ganassi Racing                                             | Honda     | 48 | Jimmie Johnson          | Alle            |
| Team Penske                                                     | Chevrolet | 2  | Josef Newgarden         | Alle            |
| Team Penske                                                     | Chevrolet | 3  | Scott McLaughlin        | Alle            |
| Team Penske                                                     | Chevrolet | 12 | Will Power              | Alle            |
| A.J. Foyt Enterprises                                           | Chevrolet | 4  | Dalton Kellett          | Alle            |
| A.J. Foyt Enterprises                                           | Chevrolet | 11 | Tatiana Calderón (R)    | 1, 3-5, 7-9     |
| A.J. Foyt Enterprises                                           | Chevrolet | 11 | J.R. Hildebrand         | 2, 6            |
| A.J. Foyt Enterprises                                           | Chevrolet | 14 | Kyle Kirkwood (R)       | Alle            |
| Arrow McLaren SP                                                | Chevrolet | 5  | Patricio O'Ward         | Alle            |
| Arrow McLaren SP                                                | Chevrolet | 6  | Juan Pablo Montoya      | 5-6             |
| Arrow McLaren SP                                                | Chevrolet | 7  | Felix Rosenqvist        | Alle            |
| Meyer Shank Racing                                              | Honda     | 06 | Hélio Castroneves       | Alle            |
| Meyer Shank Racing                                              | Honda     | 60 | Simon Pagenaud          | Alle            |
| Rahal Letterman Lanigan Racing                                  | Honda     | 15 | Graham Rahal            | Alle            |
| Rahal Letterman Lanigan Racing                                  | Honda     | 30 | Christian Lundgaard (R) | Alle            |
| Rahal Letterman Lanigan Racing                                  | Honda     | 45 | Jack Harvey             | Alle            |
| Rahal Letterman Lanigan Racing                                  | Honda     | 45 | Santino Ferrucci        | 2               |
| Paretta Autosport                                               | Chevrolet | 16 | Simona De Silvestro     | 8-9, 14, 17     |
| Dale Coyne Racing with HMD Motorsports                          | Honda     | 18 | David Malukas (R)       | Alle            |
| Dale Coyne Racing with Rick Ware Racing                         | Honda     | 51 | Takuma Sato             | Alle            |
| Ed Carpenter Racing                                             | Chevrolet | 20 | Conor Daly              | Alle            |
| Ed Carpenter Racing                                             | Chevrolet | 21 | Rinus VeeKay            | Alle            |
| Ed Carpenter Racing                                             | Chevrolet | 33 | Ed Carpenter            | 2, 6, 11-12, 15 |
| Dreyer & Reinbold Racing                                        | Chevrolet | 23 | Santino Ferrucci        | 6               |
| Dreyer & Reinbold Racing                                        | Chevrolet | 24 | Sage Karam              | 6               |
| DragonSpeed/Cusick Motorsports                                  | Chevrolet | 25 | Stefan Wilson (R)       | 6               |
| Andretti Autosport with Curb-Agajanian                          | Honda     | 26 | Colton Herta            | Alle            |
| Andretti Autosport                                              | Honda     | 27 | Alexander Rossi         | Alle            |
| Andretti Autosport                                              | Honda     | 28 | Romain Grosjean         | Alle            |
| Andretti Steinbrenner Autosport                                 | Honda     | 29 | Devlin DeFrancesco (R)  | Alle            |
| Andretti Herta Autosport with Marco Andretti and Curb-Agajanian | Honda     | 98 | Marco Andretti          | 6               |
| Juncos Hollinger Racing                                         | Chevrolet | 77 | Callum Ilott (R)        | 1-6, 8-17       |
| Juncos Hollinger Racing                                         | Chevrolet | 77 | Santino Ferrucci        | 7               |

## Uitslagen
| Ronde | Race             | Poleposition     | Snelste ronde    | Meeste ronden aan de leiding | Winnaar          | Winnaar                                | Winnaar      | Verslag |
| Ronde | Race             | Poleposition     | Snelste ronde    | Meeste ronden aan de leiding | Coureur          | Team                                   | Constructeur | Verslag |
| ----- | ---------------- | ---------------- | ---------------- | ---------------------------- | ---------------- | -------------------------------------- | ------------ | ------- |
| 1     | St. Petersburg   | Scott McLaughlin | Conor Daly       | Scott McLaughlin             | Scott McLaughlin | Team Penske                            | Chevrolet    | Verslag |
| 2     | Texas            | Felix Rosenqvist | Patricio O'Ward  | Scott McLaughlin             | Josef Newgarden  | Team Penske                            | Chevrolet    | Verslag |
| 3     | Long Beach       | Colton Herta     | Álex Palou       | Josef Newgarden              | Josef Newgarden  | Team Penske                            | Chevrolet    | Verslag |
| 4     | Birmingham       | Rinus VeeKay     | Álex Palou       | Rinus VeeKay                 | Patricio O'Ward  | Arrow McLaren SP                       | Chevrolet    | Verslag |
| 5     | Indianapolis GP  | Will Power       | Colton Herta     | Colton Herta                 | Colton Herta     | Andretti Autosport with Curb-Agajanian | Honda        | Verslag |
| 6     | Indianapolis 500 | Scott Dixon      | Marcus Ericsson  | Scott Dixon                  | Marcus Ericsson  | Chip Ganassi Racing                    | Honda        | Verslag |
| 7     | Detroit          | Josef Newgarden  | David Malukas    | Will Power                   | Will Power       | Team Penske                            | Chevrolet    | Verslag |
| 8     | Road America     | Alexander Rossi  | Josef Newgarden  | Josef Newgarden              | Josef Newgarden  | Team Penske                            | Chevrolet    | Verslag |
| 9     | Mid-Ohio         | Patricio O'Ward  | Álex Palou       | Scott McLaughlin             | Scott McLaughlin | Team Penske                            | Chevrolet    | Verslag |
| 10    | Toronto          | Colton Herta     | David Malukas    | Scott Dixon                  | Scott Dixon      | Chip Ganassi Racing                    | Honda        | Verslag |
| 11    | Iowa             | Will Power       | Will Power       | Josef Newgarden              | Josef Newgarden  | Team Penske                            | Chevrolet    | Verslag |
| 12    | Iowa             | Will Power       | Will Power       | Josef Newgarden              | Patricio O'Ward  | Arrow McLaren SP                       | Chevrolet    | Verslag |
| 13    | Indianapolis     | Felix Rosenqvist | Simon Pagenaud   | Alexander Rossi              | Alexander Rossi  | Andretti Autosport                     | Honda        | Verslag |
| 14    | Nashville        | Scott McLaughlin | Scott McLaughlin | Álex Palou                   | Scott Dixon      | Chip Ganassi Racing                    | Honda        | Verslag |
| 15    | Gateway          | Will Power       | Josef Newgarden  | Will Power                   | Josef Newgarden  | Team Penske                            | Chevrolet    | Verslag |
| 16    | Portland         | Scott McLaughlin | Josef Newgarden  | Scott McLaughlin             | Scott McLaughlin | Team Penske                            | Chevrolet    | Verslag |
| 17    | Laguna Seca      | Will Power       | Patricio O'Ward  | Álex Palou                   | Álex Palou       | Chip Ganassi Racing                    | Honda        | Verslag |

## Kampioenschap
| Pos | Rijder              | STP | TEX | LBH | ALA | IMS | INDY  | DET | RDA | MDO | TOR | IOW | IOW  | IMS | NSH | GAT | POR | LAG | Punten |
| --- | ------------------- | --- | --- | --- | --- | --- | ----- | --- | --- | --- | --- | --- | ---- | --- | --- | --- | --- | --- | ------ |
| 1   | Will Power          | 3L  | 4L  | 4L  | 4   | 3   | 1511  | 1L* | 19  | 3   | 15  | 3L  | 2L   | 3L  | 11  | 6L* | 2L  | 3L  | 560    |
| 2   | Josef Newgarden     | 16  | 1L  | 1L* | 14L | 25  | 13    | 4L  | 1L* | 7   | 10  | 1L* | 24L* | 5   | 6L  | 1L  | 8   | 2L  | 544    |
| 3   | Scott Dixon         | 8L  | 5   | 6   | 5   | 10  | 211L* | 3L  | 9   | 5   | 1L* | 5   | 4    | 8   | 1L  | 8   | 3   | 12  | 521    |
| 4   | Scott McLaughlin    | 1L* | 2L* | 14  | 6   | 20L | 29    | 19  | 7   | 1L* | 9   | 22  | 3    | 4L  | 2L  | 3L  | 1L* | 6   | 510    |
| 5   | Álex Palou          | 2L  | 7   | 3L  | 2L  | 18  | 92L   | 6L  | 27  | 2   | 6   | 6   | 13   | 10  | 3L* | 9   | 12  | 1L* | 510    |
| 6   | Marcus Ericsson     | 9   | 3L  | 22  | 12  | 4L  | 15L   | 7   | 2L  | 6   | 5   | 8   | 6    | 11  | 14  | 7L  | 11  | 9   | 506    |
| 7   | Patricio O'Ward     | 12  | 15  | 5   | 1L  | 19L | 27L   | 5   | 26  | 24L | 11L | 2   | 1L   | 12  | 24  | 4L  | 4   | 8   | 480    |
| 8   | Felix Rosenqvist    | 17  | 21  | 11  | 16  | 6L  | 48    | 10  | 6L  | 27  | 3L  | 26  | 7    | 9L  | 7   | 16L | 10  | 4L  | 393    |
| 9   | Alexander Rossi     | 20L | 27  | 8   | 9   | 11  | 5     | 2   | 3L  | 19  | 23  | 13  | 18   | 1L* | 4   | 25  | 7   | 10  | 381*   |
| 10  | Colton Herta        | 4   | 12  | 23L | 10  | 1L* | 30    | 8   | 5   | 15L | 2L  | 24  | 12   | 24L | 5   | 11  | 6   | 11  | 381    |
| 11  | Graham Rahal        | 7   | 22  | 7   | 8   | 16  | 14    | 26  | 8   | 12  | 4L  | 9   | 14   | 7   | 23  | 10L | 5L  | 18  | 345    |
| 12  | Rinus VeeKay        | 6L  | 10L | 13  | 3L* | 23  | 333L  | 16  | 17  | 4   | 13L | 4   | 19   | 6   | 12  | 26  | 20  | 14  | 331    |
| 13  | Romain Grosjean     | 5   | 26  | 2   | 7   | 17  | 319   | 17  | 4L  | 21  | 16  | 7   | 9    | 16  | 16  | 13L | 19  | 7   | 328    |
| 14  | Christian Lundgaard | 11  | 19  | 18  | 15  | 9   | 18    | 14  | 10L | 11  | 8   | 10  | 26   | 2   | 8   | 19  | 21L | 5   | 323    |
| 15  | Simon Pagenaud      | 15  | 8   | 19  | 11  | 2   | 8     | 9   | 12  | 10  | 7   | 23  | 23   | 25  | 9   | 20  | 23  | 17  | 314    |
| 16  | David Malukas       | 26  | 11L | 21  | 20  | 12  | 16    | 11  | 16  | 9   | 12  | 14  | 8L   | 13  | 20  | 2L  | 14  | 13  | 305    |
| 17  | Conor Daly          | 21  | 18  | 12  | 19  | 5   | 6L    | 12  | 14  | 13  | 20  | 19  | 16   | 17  | 17  | 23  | 25  | 24  | 267    |
| 18  | Hélio Castroneves   | 14  | 23L | 9   | 21  | 14  | 7     | 25  | 22  | 8   | 17  | 16  | 21   | 19  | 13  | 15  | 17  | 19  | 263    |
| 19  | Takuma Sato         | 10  | 20L | 17  | 13  | 7   | 2510  | 13  | 15L | 14  | 25  | 21  | 10L  | 15  | 21  | 5L  | 18  | 23  | 258    |
| 20  | Callum Ilott        | 19  | 16L | 24  | 25  | 8   | 32    |     | 11  | 23  | 14  | 12  | 11   | 14  | 15  | 21  | 9L  | 26L | 219    |
| 21  | Jimmie Johnson      | 23  | 6   | 20  | 24  | 22  | 2812L | 22  | 24  | 16  | 21  | 11L | 5    | 22  | 18  | 14  | 24  | 16  | 214    |
| 22  | Jack Harvey         | 13  | Wth | 15  | 18  | 13  | 24    | 15  | 13  | 20  | 19  | 18  | 20   | 20  | 10  | 24  | 15  | 20  | 209    |
| 23  | Devlin DeFrancesco  | 22  | 24  | 25L | 17  | 21  | 20    | 18  | 18  | 17  | 18  | 17  | 15   | 18  | 22  | 12  | 16  | 15  | 206    |
| 24  | Kyle Kirkwood       | 18  | 25L | 10  | 22  | 26  | 17    | 24  | 20  | 26  | 22  | 15  | 25   | 23  | 19  | 17  | 13  | 21  | 183    |
| 25  | Dalton Kellett      | 25  | 17  | 26  | 23  | 27  | 27    | 20  | 23  | 22  | 24  | 20  | 22   | 21  | 25  | 18  | 22  | 25  | 133    |
| 26  | Tony Kanaan         |     |     |     |     |     | 36L   |     |     |     |     |     |      |     |     |     |     |     | 78     |
| 27  | Ed Carpenter        |     | 13L |     |     |     | 194   |     |     |     |     | 25  | 17   |     |     | 22  |     |     | 75     |
| 28  | Santino Ferrucci    |     | 9   |     |     |     | 10    | 21  |     |     |     |     |      |     |     |     |     |     | 71     |
| 29  | Tatiana Calderón    | 24  |     | 16  | 26  | 15L |       | 23  | 25  | 25  |     |     |      |     |     |     |     |     | 58     |
| 30  | J.R. Hildebrand     |     | 14L |     |     |     | 12    |     |     |     |     |     |      |     |     |     |     |     | 53     |
| 31  | Juan Pablo Montoya  |     |     |     |     | 24  | 11    |     |     |     |     |     |      |     |     |     |     |     | 44     |
| 32  | Simona De Silvestro |     |     |     |     |     |       |     | 21  | 18  |     |     |      |     | 26  |     |     | 22  | 34     |
| 33  | Marco Andretti      |     |     |     |     |     | 22L   |     |     |     |     |     |      |     |     |     |     |     | 17     |
| 34  | Sage Karam          |     |     |     |     |     | 23    |     |     |     |     |     |      |     |     |     |     |     | 14     |
| 35  | Stefan Wilson       |     |     |     |     |     | 26    |     |     |     |     |     |      |     |     |     |     |     | 10     |
| Pos | Rijder              | STP | TEX | LBH | ALA | IMS | INDY  | DET | RDA | MDO | TOR | IOW | IOW  | IMS | NSH | GAT | POR | LAG | Punten |

| Kleur               | Resultaat                                             |
| ------------------- | ----------------------------------------------------- |
| Goud                | Winnaar                                               |
| Zilver              | 2de plaats                                            |
| Brons               | 3de plaats                                            |
| Groen               | 4de en 5de plaats                                     |
| Lichtblauw          | 6de–10de plaats                                       |
| Donkerblauw         | Gefinisht (buiten de Top 10)                          |
| Paars               | Niet gefinisht                                        |
| Rood                | Niet gekwalificeerd (DNQ)                             |
| Bruin               | Teruggetrokken (Wth)                                  |
| Zwart               | Gediskwalificeerd (DSQ)                               |
| Wit                 | Niet Gestart (DNS)                                    |
| Blank               | Nam geen deel aan de race (DNP)                       |
| Blank               | Niet geracet                                          |
| Toegevoegde info    |                                                       |
| vet                 | Pole positie (1 punt, behalve Indy)                   |
| L                   | Ronde geleid (1 punt)                                 |
| *                   | Meeste ronden aan de leiding (2 punten)               |
| cursief             | Snelste ronde                                         |
| 1-12                | Kwalificatiepositie Indy 500                          |
| c                   | Kwalificatie geannuleerd, geen bonuspunten uitgedeeld |
| Rookie van het jaar |                                                       |
| Rookie              |                                                       |

| Positie                       | 1   | 2  | 3  | 4  | 5  | 6  | 7  | 8  | 9  | 10 | 11 | 12 | 13 | 14 | 15 | 16 | 17 | 18 | 19 | 20 | 21 | 22 | 23 | 24 | 25 | 26 | 27 | 28 | 29 | 30 | 31 | 32 | 33 |
| ----------------------------- | --- | -- | -- | -- | -- | -- | -- | -- | -- | -- | -- | -- | -- | -- | -- | -- | -- | -- | -- | -- | -- | -- | -- | -- | -- | -- | -- | -- | -- | -- | -- | -- | -- |
| Punten                        | 50  | 40 | 35 | 32 | 30 | 28 | 26 | 24 | 22 | 20 | 19 | 18 | 17 | 16 | 15 | 14 | 13 | 12 | 11 | 10 | 9  | 8  | 7  | 6  | 5  | 5  | 5  | 5  | 5  | 5  | 5  | 5  | 5  |
| Indianapolis 500              | 100 | 80 | 70 | 64 | 60 | 56 | 52 | 48 | 44 | 40 | 38 | 36 | 34 | 32 | 30 | 28 | 26 | 24 | 22 | 20 | 18 | 16 | 14 | 12 | 10 | 10 | 10 | 10 | 10 | 10 | 10 | 10 | 10 |
| Indianapolis 500 kwalificatie | 12  | 11 | 10 | 9  | 8  | 7  | 6  | 5  | 4  | 3  | 2  | 1  |    |    |    |    |    |    |    |    |    |    |    |    |    |    |    |    |    |    |    |    |    |

* Alexander Rossi kreeg 20 punten straf na de Gallagher Grand Prix omdat zijn auto te licht bevonden was.